# Pirada
Pirada è un settore della Guinea-Bissau facente parte della regione di Gabú.